# Johann Georg Eck

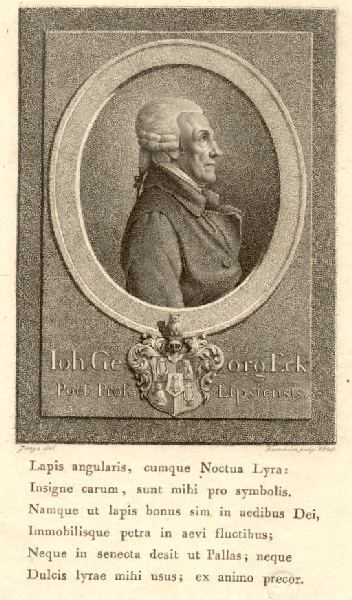
Johann Georg Eck

Johann Georg Eck (* 23. Januar 1745 in Hinternah; † 20. November 1808 in Leipzig) war ein deutscher Philologe. Er war Professor für Ethik, Politik und Poesie an der Universität Leipzig und in den Sommersemestern 1788, 1794, 1798, 1802 und 1806 deren Rektor.

## Leben
Eck war Sohn des Pfarrers Johann Georg Eck (1709–1784), der von 1735 bis 1757 in Hinternah im sächsischen Amt Schleusingen und danach bis zum Tod in Kühndorf als Pfarrer tätig war. In Schleusingen besuchte er von 1753 bis 1763 das Gymnasium und studierte anschließend an der Universität Halle Theologie. 1765 erwarb er den Magistertitel und bestand im darauffolgenden Jahr die Kandidatenprüfung als Theologe.
Seit 1768 war Eck Mitglied der Akademie gemeinnütziger Wissenschaften in Erfurt. In jenem Jahr begann er auch, Vorlesungen an der Universität Leipzig zu halten, wo er 1770 außerordentlicher und 1781 ordentlicher Professor der Philosophie wurde. Während er seit 1782 als Professor der Ethik und Politik unterrichtete, übernahm er 1791 den Lehrstuhl für Poesie. Er beteiligte sich auch an den organisatorischen Aufgaben der Leipziger Hochschule und war in den Sommersemestern 1788, 1794, 1798, 1802, 1806 Rektor der Alma Mater.
Eck war mehr als 30 Jahre lang Meister vom Stuhl der Leipziger Freimaurerloge Minerva zu den drei Palmen.

## Werke
- Commentatio pro sanctitate mysterium. Leipzig 1767
- Diss. de Darete Phrygio. Leipzig 1768
- Diss. de Augerio Gislenio Busbequio. 1768
- Lazarus Bonamicus. 1768
- Alexandra Scala. 1769
- De temperanda veritatis exornatione. 1770
- Hippolyta Taurella, ad Hagedornium epistola. 1770
- Gellerts Empfehlung. 1770
- Über die Hortensia. 1771
- De Joh. Wendelio, Rektore Suhlano. 1771
- Reiskii Vita. In Harlessi Vitt. philol. T. IV.
- Wendeli Carmen de laudibus Suhlae, cum praestione & notis. 1772
- Mein Vaterland, eine Ode. Schleusingen 1773
- De Arete philosopho. Leipzig 1775
- Ueber die Aspasia. Leipzig 1777
- Ode, in Gymnasii Hennebergici festo seculari secundo. Leipzig 1777
- als Hrsg.: Leipziger gelehrtes Tagebuch. Leipzig 1780–1807
- Leben Friedrich Immanuel Schwarzens. Böhme, Leipzig 1787; Digitalisat in der Google-Buchsuche.
- Biographie Herrn Joh.Gottlob Immanuel Breitkopfs. Leipzig 1794; urn:nbn:de:bsz:14-db-id3219733212.
- Biographische und litterarische Nachrichten von den Predigern im Kurfuerstlich-Saechsischen Antheile der gefuersteten Graffschaft Henneberg seit der Reformation, Leipzig 1802